# Gérard Maza
Gérard Maza (Gerry), né à Marseille le 10 mars 1955, est un  joueur de basket-ball français. Il mesure 1,94 m.

## Biographie
Gerry a commencé le basket dans la cité du Val saint André Aix-en-Provence, champion de France avec la sélection de Provence. Il a participé aux championnats d'Europe cadet à Gorizia (Italie), puis dans les différentes sélections de jeunes ... le sélectionneur Joé jaunay l'a intégré dans l'équipe de France A pour jouer la Chine avant ses 18 ans et sa participation aux championnats d'Europe juniors d'Orléans. A cette époque Maza joue à l'ASPTT Aix-en-Provence. Il intègrera  l'ASPO Tours de Randle Bowen et de l'entraineur Pierre Dao pendant 2 ans . Vice-champion de France de Nationale 1(ProA) avec l'ASPO Tours. Bataillon de Joinville et championnat du monde militaire de Salonique (Grèce) en 1975. Il joue au Cercle Saint-Pierre de Limoges 5 ans avec  Richard Dacoury, Apollo Faye, Jean-Luc Deganis, Claude Bolotny, Lionel Moltimore, Gérard Métadier ... privilégiant un avenir professionnel en dehors du sport;  il choisit de rejoindre la Jeanne d'Arc Dijon Bourgogne et joue 5 ans dans l'équipe professionnelle tout en travaillant. Il rangera ses baskets pour ses 30 ans et l'accession du club en première division.
International A, il est arrivé à la JDA en 1980 en provenance du CSP Limoges; il a joué cinq saisons à Dijon.
Il reste attaché à son sport, à travers notamment de l'association l'amicale des anciens internationaux et de son fils Rodrigue Maza, joueur professionnel en Suisse.

## Clubs
- 19?? - 19?? :  AS Val Saint André
- 19?? - 1973 :  ASPTT Aix en provence
- 1973 - 1975 :  ASPO Tours (Nationale 1)
- 1975 - 1976 :  Limoges CSP (Nationale 2)
- 1976 - 1977 :  Limoges CSP (Nationale 2)
- 1977 - 1978 :  Limoges CSP (Nationale 2)
- 1978 - 1979 :  Limoges CSP (Nationale 1)
- 1979 - 1980 :  Limoges CSP (Nationale 1)
- 1980 - 1985 :  JDA Dijon (Nationale 2)

## Palmarès
- 1975: Médaille de Bronze au championnat du Monde militaire avec l’équipe de France
- 1977-1978: Vice-champion de France de N2 avec Limoges